# Ortogonalgrupp
En ortogonalgrupp är ett matematiskt begrepp inom algebra. Ortogonalgruppen av grad {\displaystyle n}, betecknad {\displaystyle O(n)} eller {\displaystyle O_{n}}, är gruppen bestående av alla isometriska {\displaystyle n}-dimensionella linjära avbildningar med en fix punkt. {\displaystyle O(n)} är en undergrupp till den allmänna linjära gruppen {\displaystyle GL(n)}, och en av de s.k. klassiska Lie-grupperna. Representerad av matriser består {\displaystyle O(n)} av alla {\displaystyle GL(n)}-matriser med determinant {\displaystyle \pm 1}.

## Formell definition
Den n-dimensionella ortogonalgruppen över de reella talen är en grupp {\displaystyle (O(n),\circ )} där
- mängden {\displaystyle O(n)\,} är definierad som:

{\displaystyle O(n):=\{g:\mathbb {R} ^{n}\rightarrow \mathbb {R} ^{n}\ {\mbox{linjär}}\ |\ g(x)\cdot g(y)=x\cdot y\ {\mbox{för alla}}\ x,y\in \mathbb {R} ^{n}\},}
d.v.s. funktioner {\displaystyle g\in O(n)} bevarar skalärprodukten och
- gruppoperationen {\displaystyle \circ :O(n)\times O(n)\rightarrow O(n)} är definierad som:

{\displaystyle (f\circ g)(x):=f(g(x))} för alla {\displaystyle x\in \mathbb {R} ^{n}} och {\displaystyle f,g\in O(n)},
d.v.s. gruppoperationen är sammansättning.
Man kan konstruera ortogonalgrupper över vilken kropp som helst, exempelvis de reella talen, komplexa talen och ändliga kroppar.

## Likvärdiga definitioner
Det finns många likvärdiga definitioner för ortogonalgruppen.

### Isometrier
Mängden {\displaystyle O(n)\,} kan också ses som alla linjära isometrier {\displaystyle \mathbb {R} ^{n}\rightarrow \mathbb {R} ^{n}}. Mer precist,
{\displaystyle O(n)=\{g:\mathbb {R} ^{n}\rightarrow \mathbb {R} ^{n}\ {\mbox{linjär}}\ |\ |g(x)-g(y)|=|x-y|\ {\mbox{för alla}}\ x,y\in \mathbb {R} ^{n}\},}
d.v.s. funktioner {\displaystyle g\in O(n)} bevarar avstånden. 

### Ortogonalmatriser
Eftersom det finns en bijektionen mellan alla linjära avbildningar {\displaystyle \mathbb {R} ^{n}\rightarrow \mathbb {R} ^{n}} och matriser av storlek {\displaystyle n\times n} så kan man se mängden {\displaystyle O(n)\,} som alla ortogonalmatriser av storlek {\displaystyle n\times n}. Mer precist,
{\displaystyle O(n)=\{A\in \mathbb {R} ^{n\times n}:A^{T}A=AA^{T}=I\}\,}
då gruppoperationen är matrismultiplikation.

## Speciella ortogonalgruppen
Alla matriser i {\displaystyle A\in O(n)\,} har egenskapen att
{\displaystyle \det A=\pm 1}
Om man tar alla matriser {\displaystyle A\in O(n)\,} med 
{\displaystyle \det A=1\,}
får man en normal undergrupp som kallas den speciella ortogonalgruppen, betecknad {\displaystyle SO(n)\,}.

## Egenskaper
Ortogonalgruppen har några egenskaper.

### Lokalt kompakt topologisk grupp
Ortogonalgruppen är en lokalt kompakt topologisk grupp eftersom det är ett metriskt rum vars topologi är lokalt kompakt. Metriken är
{\displaystyle d(f,g):=\sup _{|x|=1}|f(x)-g(x)|\,}
för alla {\displaystyle f,g\in O(n).\,}

### Måttstruktur
Eftersom ortogonalgruppen är en lokalt kompakt topologisk grupp finns ett unikt Haarmått i O(n) som ofta betecknas
{\displaystyle \theta _{n}:{\mbox{Bor}}\,O(n)\rightarrow [0,\infty ],}
där {\displaystyle {\mbox{Bor}}\,O(n)} är Borelalgebran i ortogonalgruppen O(n). Det här måttet kallas ofta ett vridningsinvariant mått.